# Старокузурбинский сельсовет
Старокузурбинский сельсове́т — административно-территориальная единица в Ужурском районе Красноярского края Российской Федерации, существовавшая до 1996 года.

## История
Старокузурбинский сельсовет существовал с 1920 до 1995 года.
28 сентября 1995 года Законом № 7-179 Старокузурбинский сельсовет был упразднён и его населённые пункты переданы в Малоимышский сельсовет.

## Состав сельсовета
В состав сельсовета входили 2 населённых пункта:
| № | Населённый пункт | Тип населённого пункта       | Население |
| - | ---------------- | ---------------------------- | --------- |
| 1 | Ельничная        | деревня                      | 60        |
| 2 | Старая Кузурба   | село, административный центр | 313       |